# Río Sagami
El río Sagami (相模川 Sagami-gawa?) es un río en las prefecturas de Kanagawa y Yamanashi en la isla de Honshū, Japón. 
Los tramos superiores del río en la prefectura de Yamanashi también se conocen a veces como el río Katsura (桂川 Katsura-gawa?), y la parte cerca de la desembocadura como el río Banyū (馬入川 Banyū-gawa?). El río en general ha sido llamado antiguamente río Ayu (鮎川 Ayu-gawa?), por el pez dulce (ayu), que fue abundante en sus aguas. 
El río Sagami drena el lago Yamanaka, el más grande y oriental de los cinco lagos del Fuji en la prefectura de Yamanashi. Discurre hacia el noroeste, luego hacia el noreste a través de Yamanashi, antes de seguir un curso generalmente hacia el sur para desembocar en la bahía de Sagami en el Océano Pacífico entre las ciudades de Hiratsuka y Chigasaki. Está represado en varios lugares a lo largo de su curso, formando una serie de embalses, los mayores de los cuales son el lago Sagami y el lago Tsukui. 
El río ha sido cortado en su curso varias veces debido a las repetidas erupciones del monte Fuji, y las terrazas aluviales son evidentes a lo largo de sus tramos superiores en Yamanashi. A medida que el río cruza Kanagawa, forma diques naturales en los suaves suelos de las planicies aluviales de la meseta de Sagamino en el centro de Kanagawa, y casi no forma delta fluvial cuando desemboca en el océano. 
El potencial de los tramos superiores del río Sagami para el desarrollo de energía hidroeléctrica comenzó a desarrollarse en la década de 1930, con el crecimiento de la industria y el consumo eléctrico en el cinturón industrial de Yokohama - Kanagawa, y la creciente necesidad de un suministro confiable de agua para  la industria. Los trabajos en la presa de Sagami comenzaron en 1938; sin embargo, la falta de fondos y el advenimiento de la Segunda Guerra Mundial retrasaron la finalización hasta después del final de la guerra. En el período de posguerra se completó la represa Shiroyama también en el río en 1965. También se han completado varias represas en el río Nakatsu, el principal afluente del río Sagami, incluida la represa de Miyagase. 